# 딕 맥과이어
딕 맥과이어(Dick McGuire, 본명: 리처드 조셉 맥과이어, Richard Joseph McGuire, 1926년 1월 26일 ~ 2010년 2월 3일)는 미국의 프로 농구 선수이자 코치였다. 맥과이어는 1950년대 최고의 가드 중 한 명으로 NBA(1949~60)에서 11시즌을 뛰었고, 뉴욕 닉스에서 8시즌, 디트로이트 피스톤스에서 3시즌을 뛰었다. 그는 1993년 네이스미스 기념 농구 명예의 전당에 헌액되었다. 그의 15번 유니폼은 1992년 닉스에 의해 영구결번이 되었다.
맥과이어는 루키 시즌 동안 당시 기록적인 386개의 어시스트로 리그 어시스트 1위를 차지했으며, 11시즌 중 10시즌 동안 리그 상위 10위 플레이메이커 중 하나였다. 그는 NBA 올스타에 7차례(1951,'52, '54~'56, '58, '59) 선정되었으며 1951년 올-NBA 세컨드 팀에 지명되었다. 데이브 코버트는 2023년 영화 스위트워터(Sweetwater)에서 맥과이어를 연기했다.
맥과이어는 그의 마지막 시즌(1959-60)에 피스턴스의 선수 코치가 되었고 1963년까지 그들을 코치했다. 그는 또한 1965년부터 세 시즌 동안 닉스를 코치했다. 그는 197-260의 코칭 기록을 세웠다. 맥과이어는 2010년 2월 3일 대동맥류 파열로 84세의 나이로 사망했을 때 닉스의 수석 컨설턴트로 일하고 있었다.
맥과이어의 형제 Al은 또한 1977년 NCAA 농구 챔피언십에서 마켓 대학교를 코치한 농구계의 저명한 인물이었다. 그들은 네이스미스 기념 농구 명예의 전당에 입성한 유일한 형제 쌍이다. 그의 조카인 앨리도 NBA에서 뛰었다.
닉스는 1992년에 맥과이어에서 두 번째로 15번을 영구결번으로 지정했다(6년 전 얼 먼로로 인해 영구결번되었다).
맥과이어는 1994년 농구 부문에서 롱아일랜드의 서포크 스포츠 명예의 전당에 입성했다.

## 경력
선수 경력
- 1949년~1957년 뉴욕 닉스
- 1957-1960 디트로이트 피스톤스

코치 경력
- 1959-1963 디트로이트 피스톤스
- 1965년~1968년 뉴욕 닉스
- 1972년 ~ 1979년 뉴욕 닉스 (어시스턴트)